# Odontophrynus
Odontophrynus is een geslacht van kikkers, en het typegeslacht van de familie Odontophrynidae. De wetenschappelijke naam van het geslacht werd in 1862 voorgesteld door Johannes Theodor Reinhardt en Christian Frederik Lütken. Zij brachten in het nieuwe geslacht één soort onder, Odontophrynus cultripes, die daarmee automatisch de typesoort werd.

## Synoniemen
In 1902 publiceerde Rodolfo Amando Philippi de wetenschappelijke geslachtsnaam Hyperoodon voor een tot dan toe niet beschreven en benoemde Zuidamerikaanse kikker die hij de naam Hyperoodon asper gaf. De naam Hyperoodon was in 1804 echter al door Bernard Germain de Lacépède gebruikt voor een geslacht van walvissen uit de familie Ziphiidae (spitssnuitdolfijnen), en dus om te beginnen niet beschikbaar. Het type van de naam Hyperoodon asper zou zich in het Muséum national d'histoire naturelle moeten bevinden maar is zoek. De door Philippi gemaakte tekening was ook lang zoek. George Albert Boulenger meende in 1903 dat de naam Hyperoodon Philippi een synoniem was van Paludicola Wagler, 1830. Nadat J.M. Cei in 1958 de illustratie van Philippi had teruggevonden, stelde M.A. Klappenbach in 1968 vast dat Hyperoodon asper een synoniem moest zijn voor Odontophrynus americanus (Duméril & Bibron, 1841), en de geslachtsnaam Hyperoodon dus een synoniem voor Odontophrynus.
- Hyperoodon Philippi, 1902 non Lacépède, 1804 (Cetacea)

## Soorten
Er zijn 11 soorten beschreven, waarvan zeven pas na 1980. De soorten komen voor in zuidelijke en oostelijke delen van Zuid-Amerika.
- Odontophrynus achalensis Di Tada, Barla, Martori & Cei, 1984
- Odontophrynus americanus (Duméril & Bibron, 1841)
- Odontophrynus barrioi Cei, Ruiz, & Beçak, 1982
- Odontophrynus carvalhoi Savage & Cei, 1965
- Odontophrynus cordobae Martino & Sinsch, 2002
- Odontophrynus cultripes Reinhardt & Lütken, 1862[1]
- Odontophrynus lavillai Cei, 1985
- Odontophrynus maisuma Rosset, 2008
- Odontophrynus monachus Caramaschi & Napoli, 2012
- Odontophrynus occidentalis (Berg, 1896)
- Odontophrynus salvatori Caramaschi, 1996